# Saint-Quay-Perros
Saint-Quay-Perros är en kommun i departementet Côtes-d'Armor i regionen Bretagne i nordvästra Frankrike. Kommunen ligger i kantonen Perros-Guirec som tillhör arrondissementet Lannion. År 2022 hade Saint-Quay-Perros 1 289 invånare.

## Befolkningsutveckling
Antalet invånare i kommunen Saint-Quay-Perros
Referens:INSEE